# تكبير الذقن
يمكن لعملية تكبير الذقن باستخدام الحشوات الجراحية أن تغير البنية الأساسية للوجه، ما يؤدي لزيادة تناسق ملامح الوجه وتجميلها، وغالبًا ما تُجرى هذه العملية بالمشاركة مع عملية تجميل الأنف للمساعدة على تحقيق توازن بين ملامح الوجه. يمكن إجراء تكبير الذقن عن طريق تغيير حجم عظم الفك (الفك السفلي تحديدًا)، وعادةً ما يوفر التكبير باستخدام هذه التقنية تصحيحًا أكبر من استخدام الحشوات الصناعية.
تستخدم حشوات الذقن لتشكيل ذقن أفضل، ويمكن أخذ الطعم العظمي من جسم المريض نفسه من الأضلاع أو من عظم الحرقفة في الحوض. تظهر الدراسات أن استخدام الطعوم العظمية لتكبير الذقن حتى لو كانت مأخوذة من عظم المريض نفسه ترتبط بمعدل أعلى للعدوى، حتى لو بقي الطعم في مكانه بشكل طبيعي لمدة عقود.
تعتبر عملية تكبير الذقن من عمليات التجميل الشائعة، لأنها عملية سهلة نسبيًا، وتحدث تغييرات كبيرة في شكل الوجه. يُجرى هذا النوع من العمليات الجراحية بواسطة جرَّاح الفم والوجه والفكين أو أخصائي الأنف والأذن والحنجرة أو جرَّاح التجميل.

## المخاطر والآثار الجانبية المحتملة
تتميز عملية تكبير الذقن بقلة اختلاطاتها وتأثيراتها الجانبية، وتشمل هذه الاختلاطات: الوذمات والورم الدموي وضعف أو خدر في الشفة السفلية، ولا تدوم هذه الاختلاطات عادة لفترة طويلة. تشمل المخاطر الأخرى الأقل شيوعًا: العدوى والتغيرات العظمية وانزياح الحشوة عن مكانها. يمكن أن تساعد خبرة الجرَّاح في تقليل مخاطر حدوث المضاعفات والتأثيرات الجانبية خلال هذه العمليات.
يُنصح المرضى بالتوقف عن تناول الطعام لفترة كافية بعد العملية، وينصحون أيضًا بتناول السوائل فقط لفترة معينة بعد الجراحة.

## أنواع الحشوات
- السيليكون: تعتبر حشوات الذقن المصنوعة من السيليكون من أكثر أنواع الحشوات التي تستخدم في عمليات تكبير الذقن، تتميز هذه الحشوات بأنها ناعمة ومرنة وتتوفر بأشكال وأحجام مختلفة، ولا تلتصق بالأنسجة المحيطة، لذلك يجب صنع الجيب الذي توضع فيه بدقة. تثبت هذه الحشوات في مكانها عادة، ولكنها قد تتحرك وتلتف وتتسبب في ارتشاف العظم حولها، خصوصًا إذا لامست الفك السفلي، ونظرًا لنعومة هذه الحشوات ومرونتها يمكن إزالتها بسهولة.
- البولي إيثيلين: تتميز حشوات الذقن المصنوعة من البولي إيثيلين بأنها صلبة ذات مسام ومرنة قليلًا وتتوفر بأشكال وأحجام مختلفة، وقابلة للدمج، إذ يمكن أن تنمو الأنسجة المحيطة بها ضمن مسامها، ويعمل هذا على تثبيت غرسات الذقن المصنوعة من البولي إيثيلين في مكانها، ويوفر إمدادًا جيدًا بالتروية الدموية للمساعدة في منع العدوى، ولكنه يجعل إزالة هذه الغرسات أكثر صعوبة.
- بولي تيترافلوروثينيل: تستخدم حشوات بولي تيترافلوروثينيل في الجراحة التجميلية والعديد من العمليات الجراحية الأخرى تتميز هذه الحشوات بمرونتها ونعومتها ولكنها قوية جدًا، توضع أثناء العمليات على شكل صفائح مشذبة ومنحوتة وتثبت على العظم بواسطة براغي تيتانيوم، ولكن نظرًا لأن مادتها مسامية فإن القوة التي تثبت الحشوات في مكانها بشكلٍ فعلي هي الأنسجة الرخوة والعظام التي تنمو من خلال مسام الحشوة وتمتد لداخلها.[4]
- تُستخدم المواد والحشوات الصناعية المذكورة أعلاه في العمليات الجراحية لأنها متوافقة حيويًا مع الأنسجة البشرية ولها نسبة اختلاطات منخفضة، وقد وافقت إدارة الغذاء والدواء الأمريكية على استخدامها.

## أنواع عمليات تكبير الذقن
يعتبر تكبير الذقن الجراحي أكثر أنواع عمليات تكبير الذقن، ويستخدم هذا الإجراء حشوات الذقن. تتوفر العديد من أنواع حشوات الذقن وقد ذكرت في الفقرة السابقة.
تكبير الذقن غير الجراحي هو طريقة أخرى لتكبير الذقن تعتمد على حقن حشوات صغيرة، معظمها مؤقتة، وتستمر نتائجها من شهور إلى سنوات. تشمل مواد الحقن المؤقتة الشائعة حمض الهيالورونيك ومستحضرات الكالسيوم هيدروكسيباتيت.